# São João Batista (ort i Brasilien, Maranhão, São João Batista, lat -2,96, long -44,81)
São João Batista är en ort i Brasilien.   Den ligger i kommunen São João Batista och delstaten Maranhão, i den nordöstra delen av landet, 1 500 km norr om huvudstaden Brasília. São João Batista ligger 6 meter över havet och antalet invånare är 3 634.
Terrängen runt São João Batista är mycket platt. Runt São João Batista är det ganska glesbefolkat, med 29 invånare per kvadratkilometer.. Det finns inga andra samhällen i närheten.
Omgivningarna runt São João Batista är huvudsakligen savann.